# Demidow (Adelsgeschlecht)

Stammwappen der Demidow

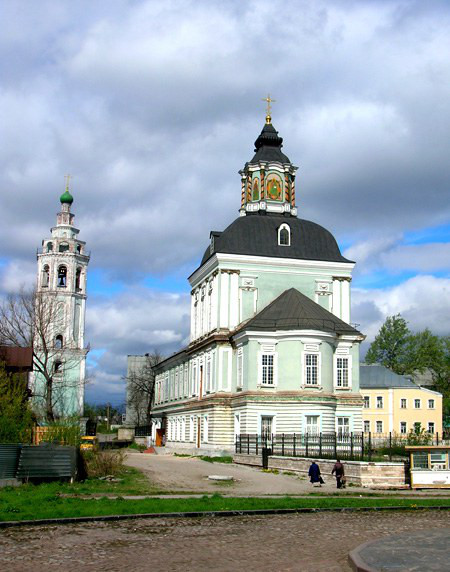
St. Nikolaus-Sarezki Kirche in Tula mit Familiengrabstätte der Demidows

Demidow auch Demidoff di San Donato und Lopuchin-Demidow (russisch Демидов) ist der Name eines weitverzweigten russischen Adelsgeschlechts, das von russischen Großindustriellen zu toskanischen und russischen Titularfürsten aufstieg. Die Familie brachte zahlreiche Philanthropen, Mäzene, Förderer von Kunst und Wissenschaft hervor. 

## Geschichte

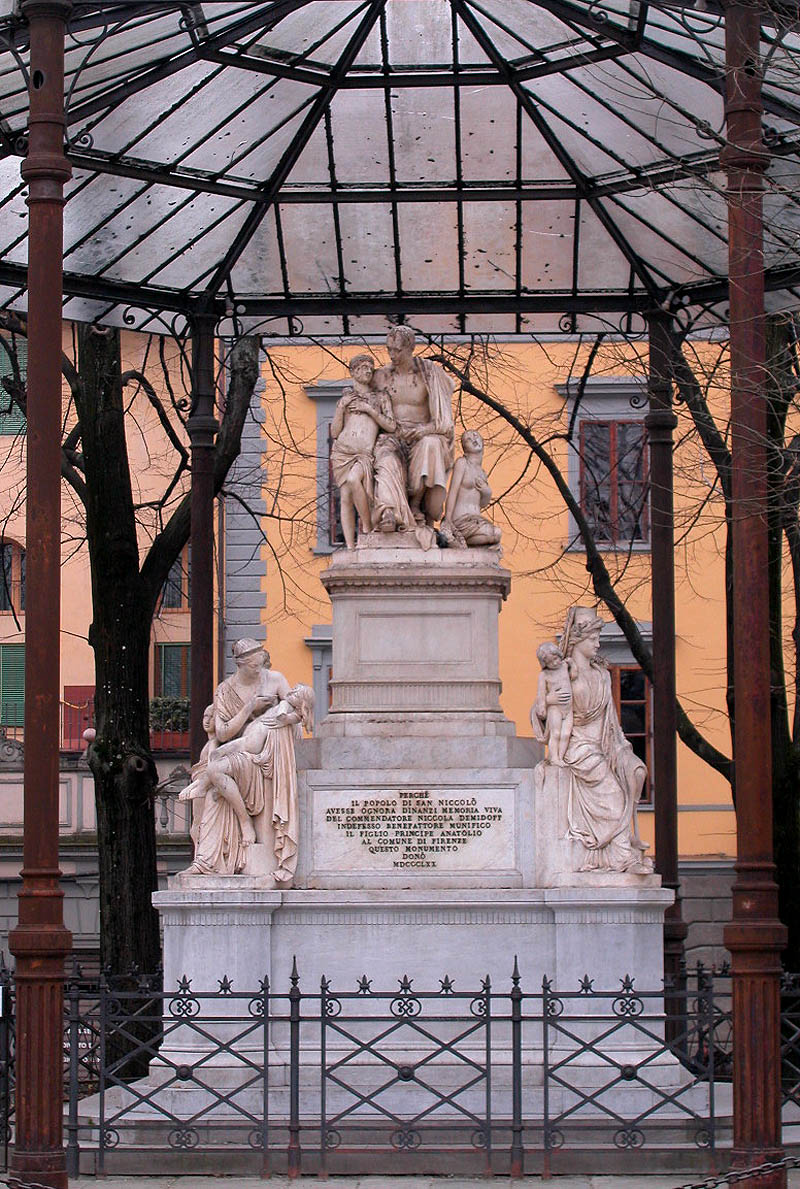
Denkmal für Nikolai Nikititsch Demidow von Lorenzo Bartolini in Florenz (1871)

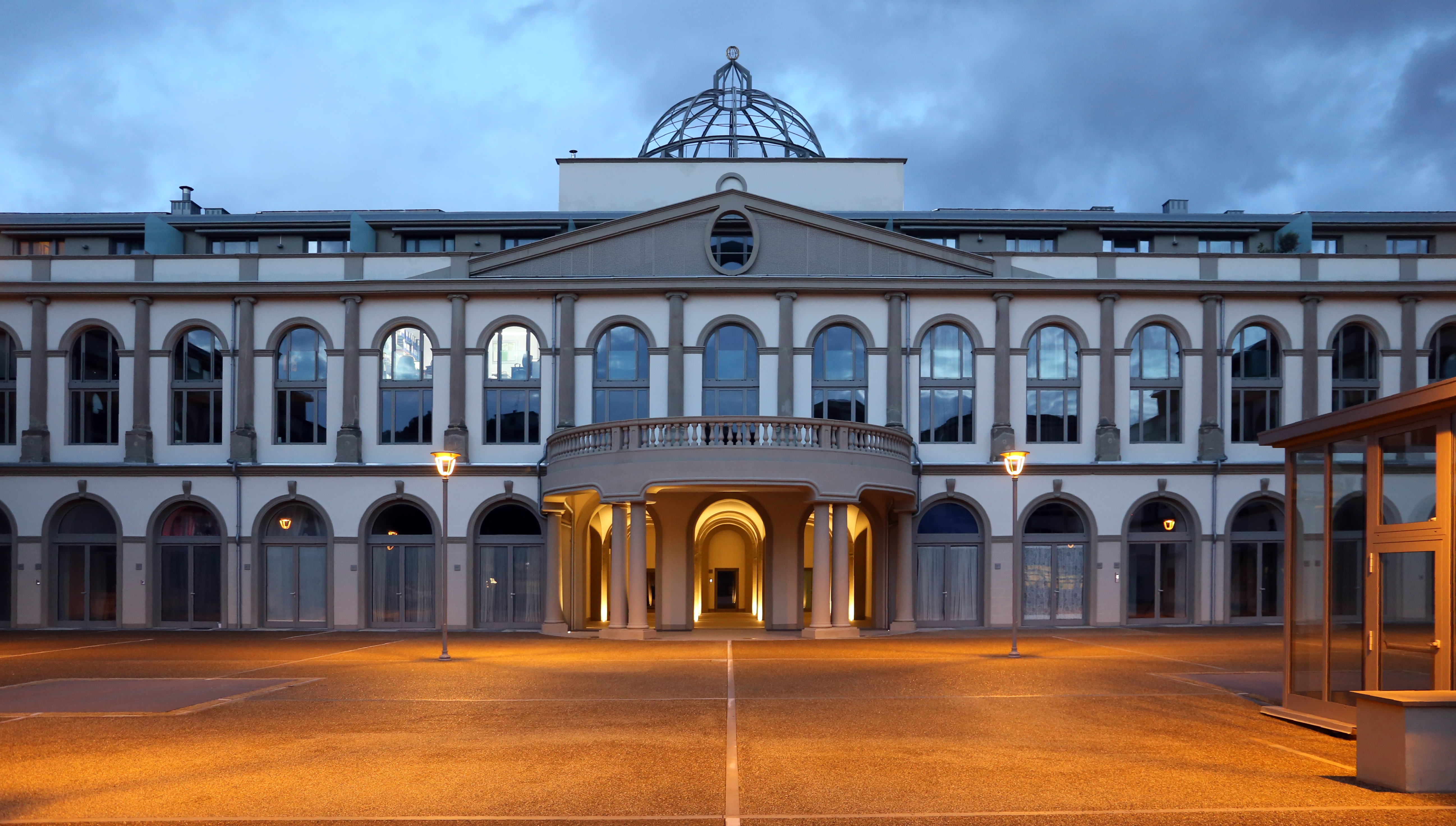
Villa San Donato bei Florenz

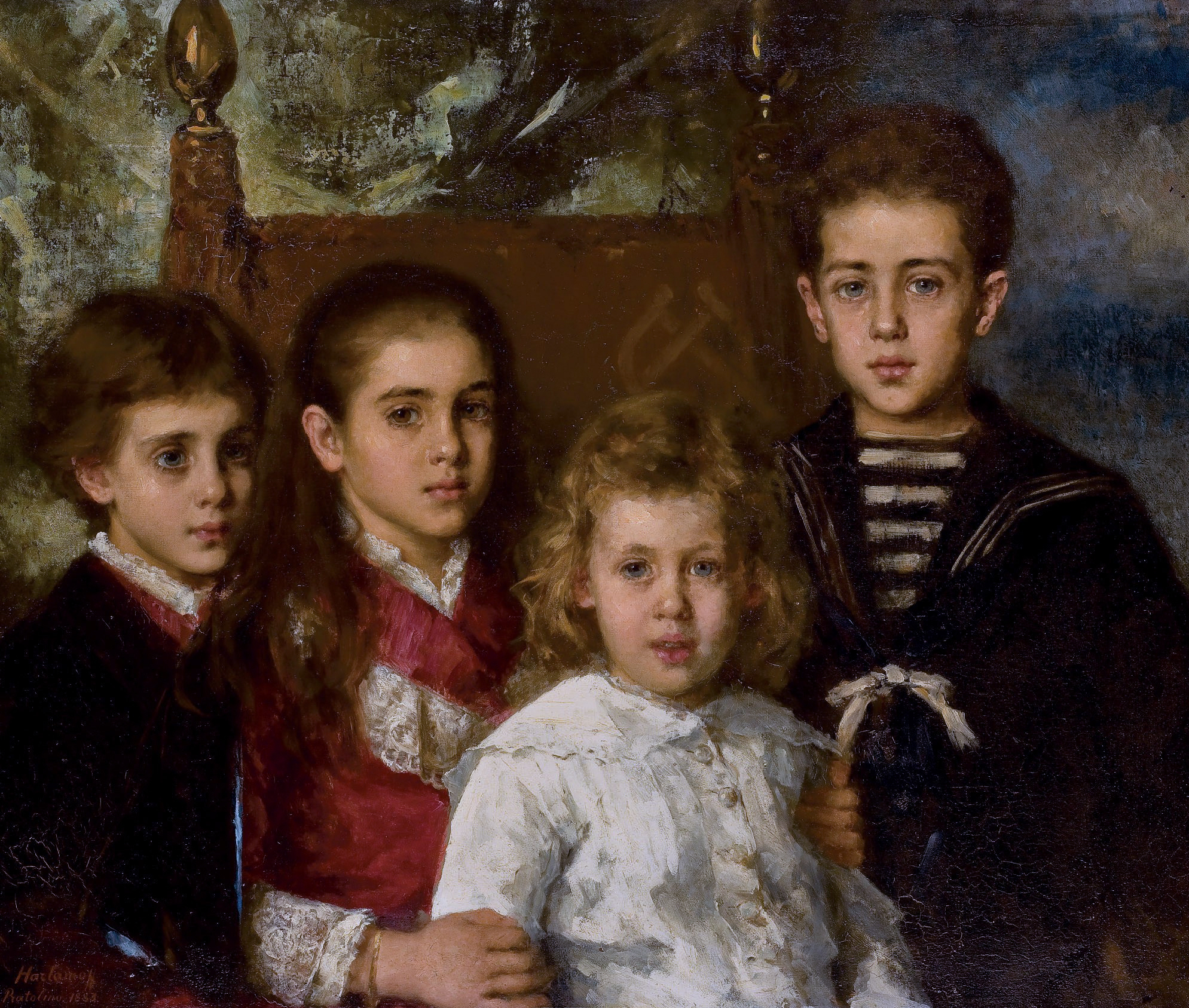
Die Geschwister Pawel (1879–1909), Aurora (1873–1904), Maria (1876–1955) und Anatoli Demidoff di San Donato (1874–1943), Porträtriert von Alexej Harlamow, (1883)

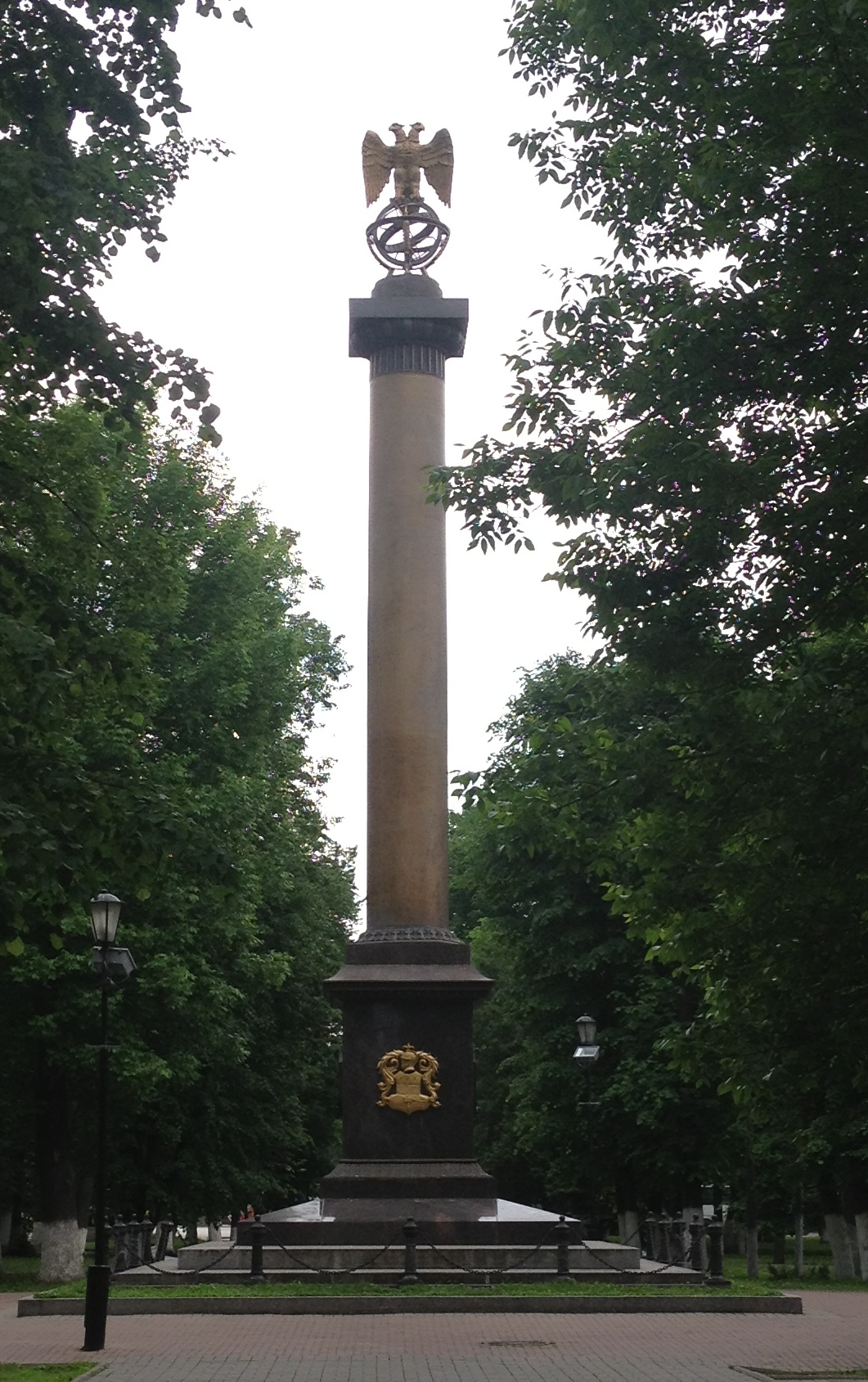
Gedenksäule für Pawel Grigorjewitsch Demidow (1738–1821) in Jaroslawl (1931)

Stammvater des Geschlechts war Demid Antufjew, Schmied in Pawschino bei Tula, dessen Sohn Nikita Demidowitsch Antufjew (1656–1725), als Schmied bzw. Hammerschmied in der Stadt Newjansk bei Jekaterinburg 1699 im Auftrag der russischen Regierung die erste Eisengießerei im Ural errichten ließ. Als Dank für Antufjews geschickte und gewinnbringende Verwaltung, erhob ihn Kaiser Peter der Große unter dem Familiennamen Demidow am 21. September 1720 in den russischen persönlichen Adelstand und schenkte ihm 1702 die von ihm aufgebaute Eisengießerei. Demidow sandte 1725 Bergleute nach Sibirien, die Gold-, Silber- und anderen Erzvorkommen im Altai-Gebirge feststellten, deren Ausbeute den außerordentlichen Reichtum seiner Familie begründete. Sein Sohn Akinfi Nikititsch Demidow (1678–1745) konnte das Familienunternehmen zum sogenannten Demidow-Imperium zu höchster Blüte entwickeln. Er erhielt am 24. März 1726 gemeinsam mit seinen Brüdern Grigori Nikititsch Demidow und Nikita Nikititsch Demidow (ca. 1690–1758) den erblichen Adelstand. Unter seinen drei Söhnen Prokofi Demidow (1710–1786), Grigori Demidow (1715–1786) und Nikita Demidow (1724–1789) entbrannte ein Erbschaftsstreit, der schließlich von der Kaiserin Elisabeth Petrowna entschieden wurde. Die Söhne wurden entschädigt, während das Konglomerat der Demidow-Werke dem Staat zufiel. Alle drei Brüder setzten die Stammlinie fort.
Die Familie stellte in der Folge zahlreiche kaiserlich russische Hofbeamte und Staatsräte sowie Generäle in der russischen Armee, blieb aber auch weiter im Bergbau und Hüttenwesen aktiv, was die Basis für ihren Reichtum und die umfassenden Stiftungen die von ihr ausgingen war. Die heutige Staatliche Universität Jaroslawl – P. G. Demidow nennt sich nach ihrem Stifter Pawel Grigorjewitsch Demidow (1738–1821), der sie als Lehranstalt für Höhere Wissenschaften im Jahre 1803 einrichten ließ.
Alexander Demidow ließ bei Gattschina 1773–1776 von seinem Schwager Iwan Starow ein repräsentatives Herrenhaus errichten. Sein Bruder Nikolai Nikititsch Demidow (1773–1828) holte zur Optimierung der Verwaltung seiner Industrie zahlreiche deutsche Beamte und Bergleute ins Land. Er lebte längere Zeit in Paris und Florenz und war mit fürstlicher Freigebigkeit ein großer Wohltäter, Mäzen und Förderer von Wissenschaft und Kunst. 1815 wurde er kaiserlich russischer Botschafter in Florenz, erwarb das Lehen San Donato und wurde am 23. Februar 1837 vom Großherzog Leopold II. in Anerkennung seiner Verdienste nach dem Prinzip der Primogenitur in den Grafenstand gehoben. Aus seiner Ehe mit Baroness Jelisaweta Alexandrowna Stroganowa (1779–1818) gingen die beiden Söhne Pawel Nikolajewitsch Demidow (1798–1840) und Anatole Demidoff di San Donato (1813–1870) hervor. Beide zusammen besaßen im Ural ca. 1.000.000 ha Grund und Boden. Der ältere Sohn, Pawel Nikolajewitsch Demidow, war ebenfalls ein herausragender Philanthrop seiner Zeit. Unter anderem förderte er die St. Petersburger Akademie der Wissenschaften, woraus diese von 1831 bis 1865 (und wieder ab 1993) jährlich den Demidow-Preis verleiht.

### Demidoff di San Donato
Auch Graf Anatol Demidow (1813–1870) war als Großindustrieller ein Förderer von Wissenschaft und Kunst. Er wurde am 20. Oktober 1840 in Florenz von Großherzog Leopold II. als Principe di San Donato in den toskanischen Fürstenstand erhoben, als er sich mit Prinzessin Mathilde Bonaparte (1820–1904), einer Nichte Napoleons, verlobte. Diese Rangerhöhung sollte nicht zuletzt seiner Braut, einer Nichte des damaligen württembergischen Königs Wilhelm I., der wiederum ein Schwager des damaligen russischen Zaren  Nikolaus I. war, einen ebenbürtigen Gemahl bescheren. Der Zar hat diese Erhebung in den Fürstenstand jedoch für das russische Kaiserreich nicht anerkannt, da er dem habsburgischen Großherzog verübelte, sich in die Rangstufen russischer Adelsfamilien einzumischen.
Als kaiserlich russischer Kammerjunker wurde Graf Anatol auf kaiserliche Empfehlung 1842 unter Nr. 53 bei der estländischen Ritterschaft und unter Nr. 386 in die revidierten Matrikel, ebenfalls von 1842, jeweils als Ehrenmitglied bei der livländischen Ritterschaft eingetragen. Da die Ehe Anatols mit Mathilde Bonaparte kinderlos blieb, wurde sein Fürstentitel am 15. März 1848 auf seinen Neffen Paul Demidow (1839–1885), der die Stammlinie fortsetzte, übertragen. Am 14. Januar 1872 wurde der Fürstentitel für denselben nach dem Prinzip der Primogenitur erneuert. Erst hiermit erteilte Russland die Genehmigung, den Titel im Ausland zu führen. Innerhalb Russlands blieb die Anerkennung des Fürstenstandes (Knjas) weiterhin verwehrt. Die Ausdehnung des Fürstentitels auf alle männlichen Angehörigen erfolgte in Rom am 2. März 1884, jedoch bei Beibehaltung für das Prädikat di San Donato in der Primogenitur. Die unbeschränkte Ausdehnung erfolgte am 31. Dezember 1884.
Prinzessin Aurora Paulowna Demidoff (1873–1904) war mit Arsen Karađorđević, Prinz von Jugoslawien (1859–1938), vermählt. Damit war sie die Schwägerin des jugoslawischen Königs und Mutter des Prinzregenten von Jugoslawien, Paul von Jugoslawien (1893–1976). Mit ihrem Bruder Anatole Demidoff, dem 4. Prinz von San Donato (1874–1943) ist der Mannesstamm dieser Linie erloschen.

### Lopuchin-Demidow
Der kaiserlich russische Generalleutnant Nikolai Petrowitsch Demidow (1836–1910), Sohn des kaiserlich russischen Generalleutnants Pjotr Grigorjewitsch Demidow (1807–1862) und Enkel der Fürstin Jekatarina Petrowna Lopuchina (1783–1830), Erbin von Tanzij bei St. Petersburg, wurde am 21. Januar 1876 in St. Petersburg nach dem Prinzip der Primogenitur in den russischen Fürstenstand gehoben. Die von ihm gestiftete fürstliche Linie wurde von seinem Enkel, Fürst Aleksandr Aleksandrowitsch Lopuchin-Demidow (1905–1939) in Finnland fortgesetzt.

## Wappen
Das Stammwappen (1726) ist durch einen goldenen Balken geteilt und zeigt oben in Silber drei sparrenförmige grüne Hüttenwerkzeuge nebeneinander, unten in Schwarz einen silbernen Bergmannsschlägel. Auf dem Helm mit grün-silbernen Decken ein grünes Laubbüschel.
Das Fürstenwappen (1840) ist durch ein schwarzes Kreuz geviert und belegt mit einem gekreuzten Herzschild (Stammwappen), 1 und 4 in Rot eine florentinische silberne Lilie, 2 und 3 in Silber ein rotes griechisches Kreuz (Wappen der Gemeinde Florenz). Auf dem Helm mit rechts rot-goldenen, links schwarz-silbernen Decken zwei geschränkte Bergmannsschlägel. Schildhalter: zwei einwärtsgekehrte natürliche russische Bären; Wahlspruch: Acta non verba; Fürstenhut und -mantel.

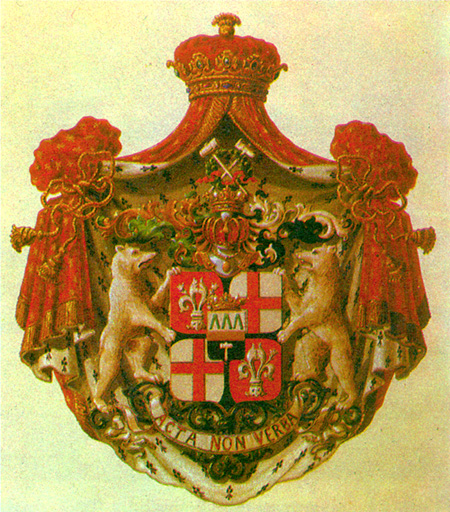
Fürstenwappen (1840)
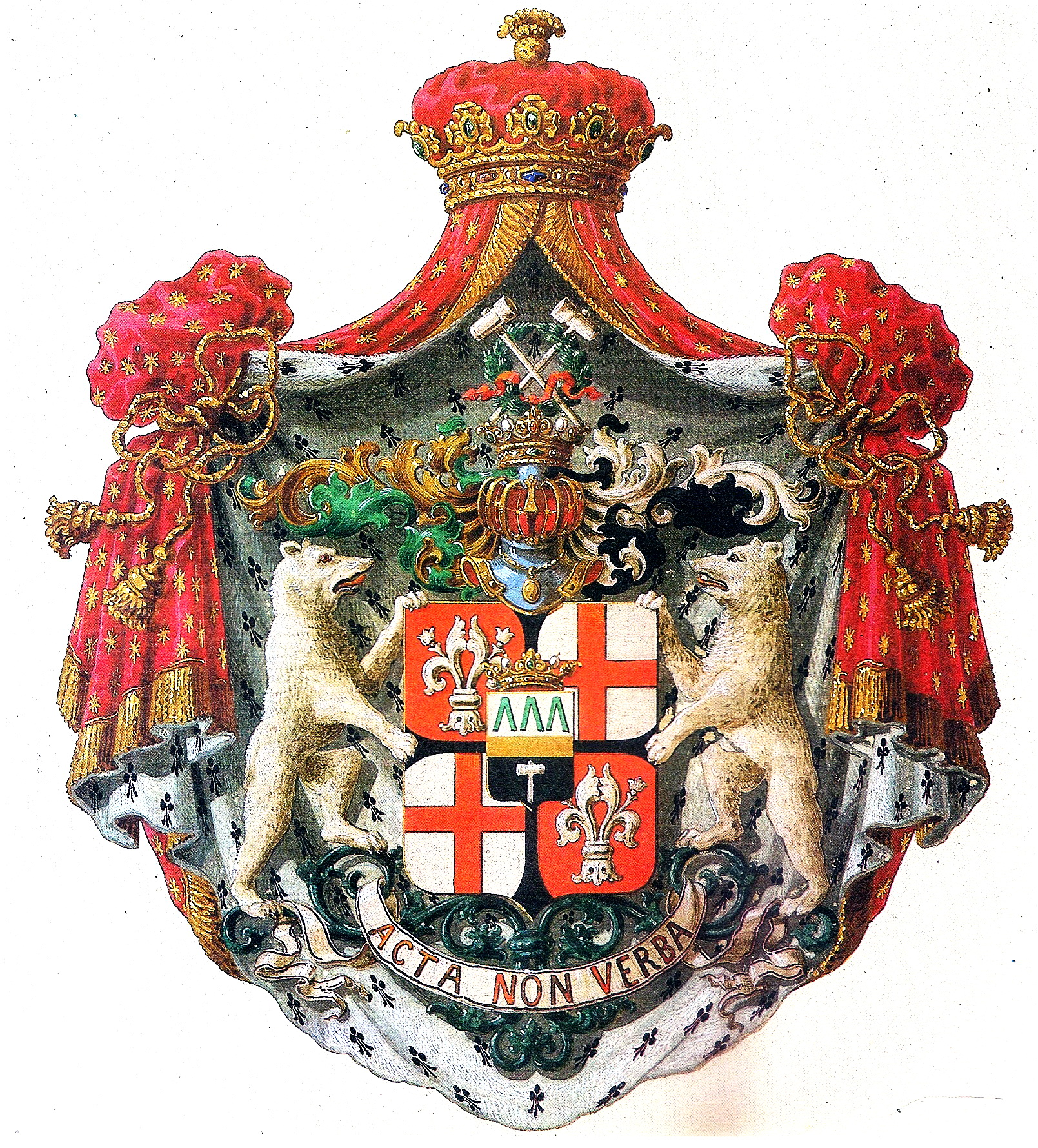
Fürstenwappen (1840)

## Angehörige
- Nikita Demidow (1656–1725), russischer Industrieller
- Akinfi Nikititsch Demidow (1678–1745), russischer Industrieller
- Prokofi Akinfijewitsch Demidow (1710–1786), russischer Industrieller, Botaniker und Mäzen
- Grigori Akinfijewitsch Demidow (1715–1761), russischer Unternehmer, Botaniker und Mäzen
- Nikita Akinfijewitsch Demidow (1724–1789), russischer Unternehmer und Mäzen
- Alexander Grigorjewitsch Demidow (1737–1803), russischer Unternehmer
- Pawel Grigorjewitsch Demidow (1739–1821), russischer Privatgelehrter
- Pjotr Grigorjewitsch Demidow (1740–1826), russischer Unternehmer
- Nikolai Iwanowitsch Demidow (1771–1833), russischer General der Infanterie
- Nikolai Nikititsch Demidow (1773–1828), russischer Industrieller
- Pawel Nikolajewitsch Demidow (1798–1840), russischer Industrieller, Wirklicher Staatsrat und Gouverneur von Kursk
- Pjotr Grigorjewitsch Demidow (1807–1862), russischer Generalleutnant
- Pawel Grigorjewitsch Demidow (1809–1858), russischer Wirklicher Staatsrat und Gouverneur von Kursk
- Anatole Demidoff di San Donato (1813–1870), russischer Industrieller
- Nikolai Petrowitsch Lopuchin-Demidow (1836–1910), russischer Generalleutnant
- Grigori Aleksandrowitsch Demidow (1837–1870), russischer Komponist
- Pawel Pawlowitsch Demidow di San Donato (1839–1885), 1871–1876 Bürgermeister von Kiew
- Michael Denissowitsch Demidow (1840–1898), russischer Wirklicher Staatsrat und Gouverneur von Olonetz

## Porträts

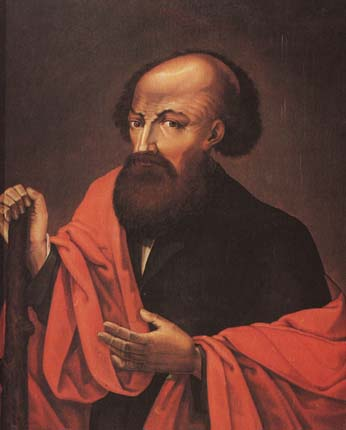
Nikita Demidow (1656–1725)
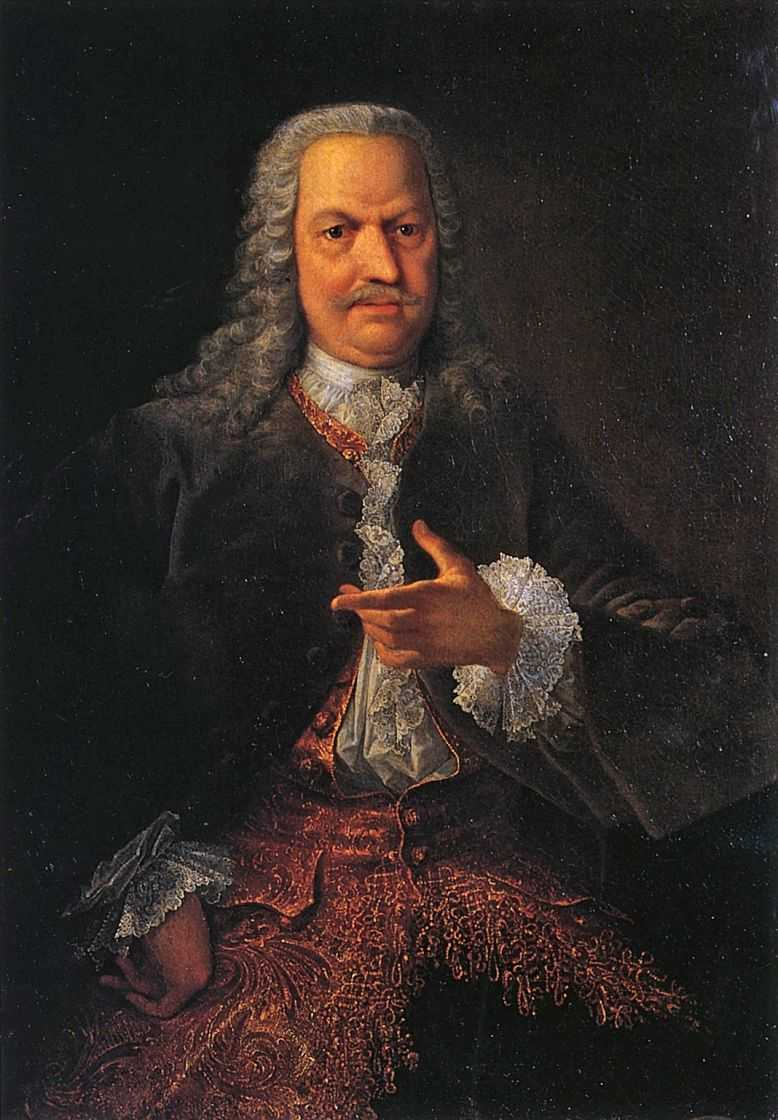
Akinfi Nikititsch Demidow (1678–1745)
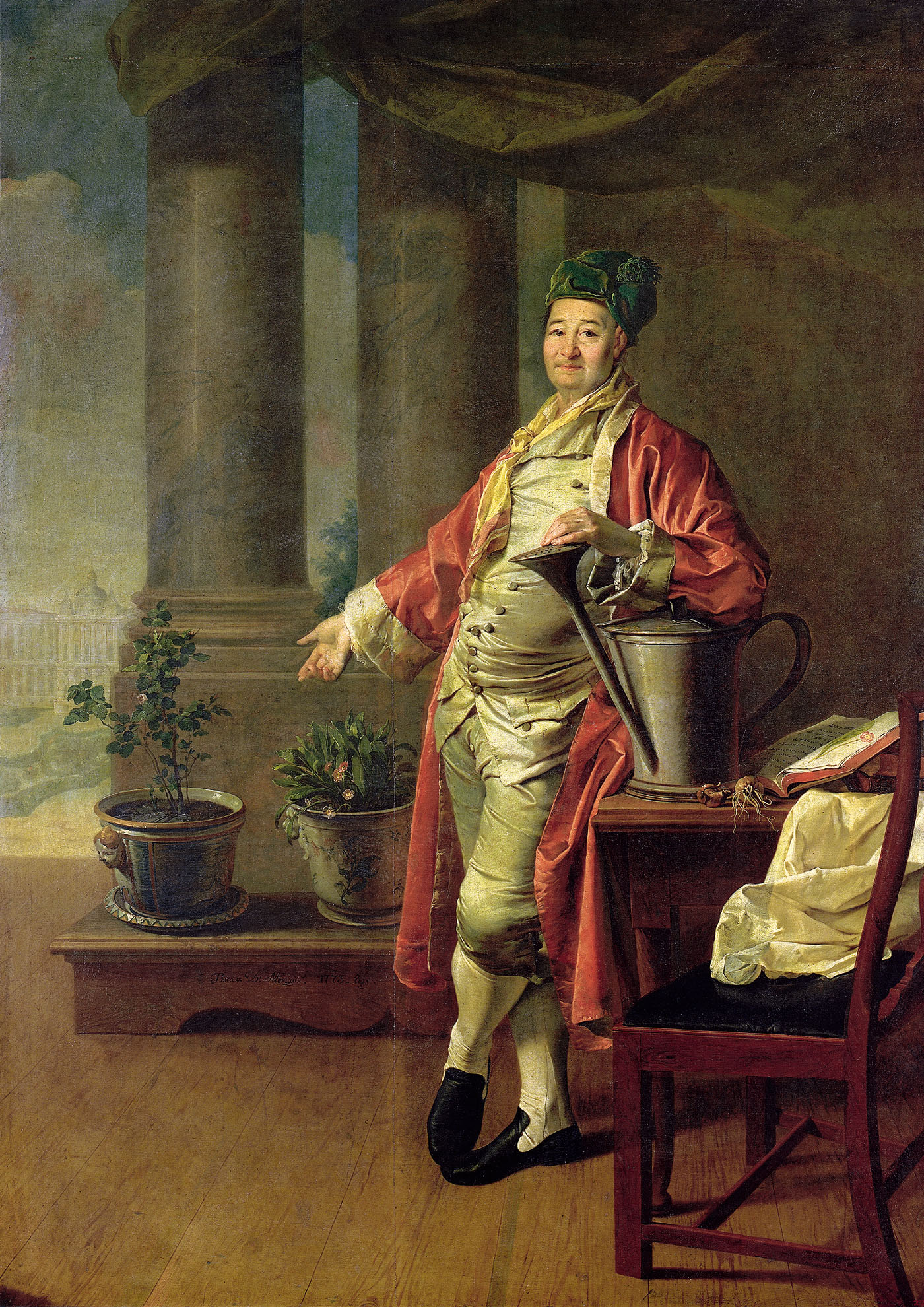
Prokofi Akinfijewitsch Demidow (1710–1786)
Grigori Akinfijewitsch Demidow (1715–1761)
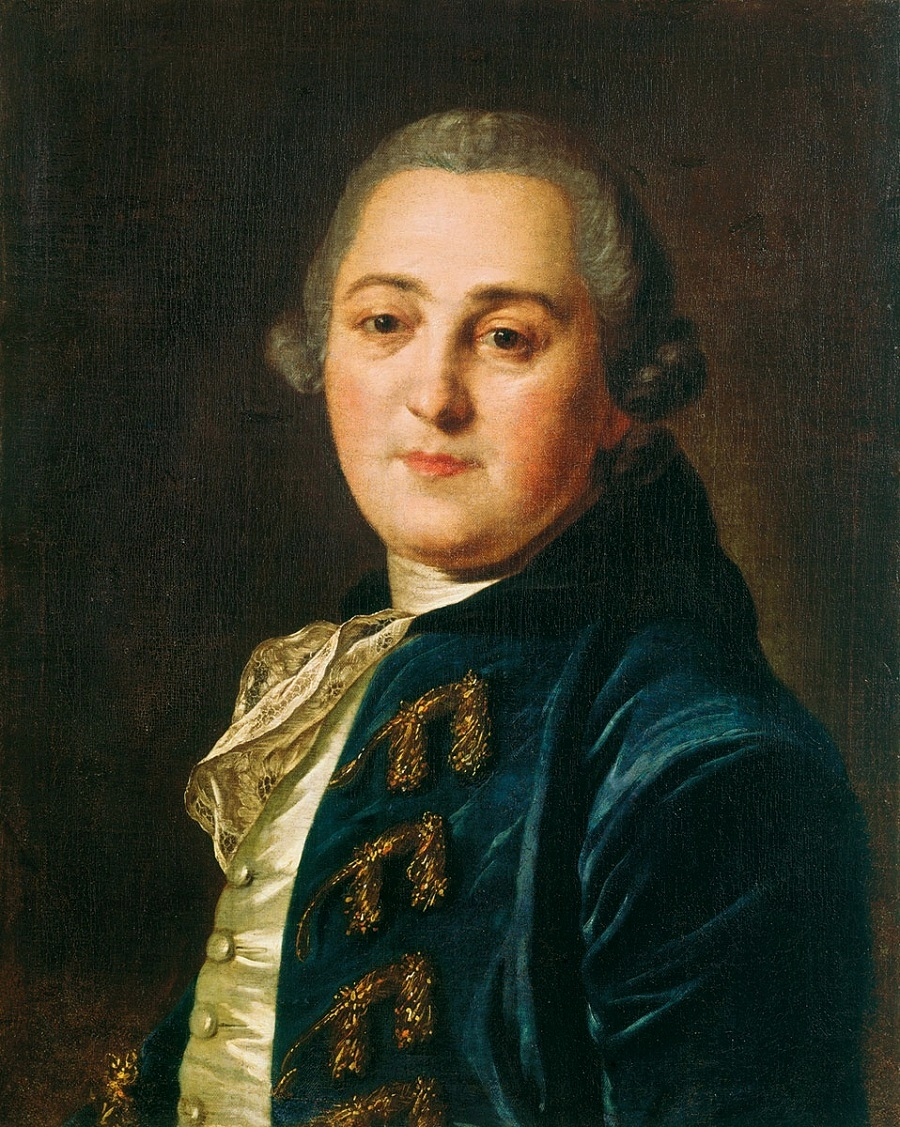
Nikita Akinfijewitsch Demidow (1724–1789)
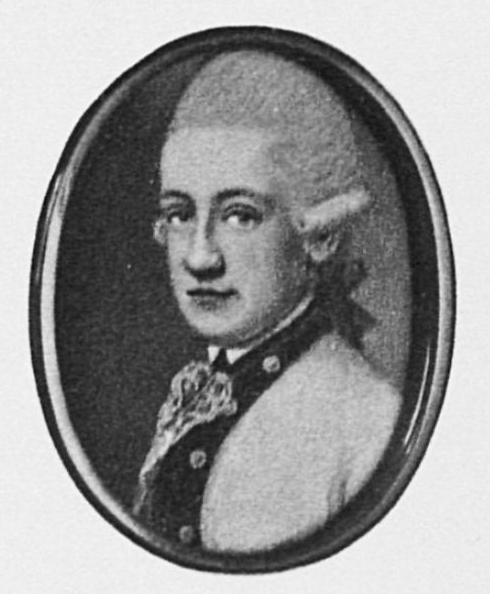
Alexander Grigorjewitsch Demidow (1737–1803)
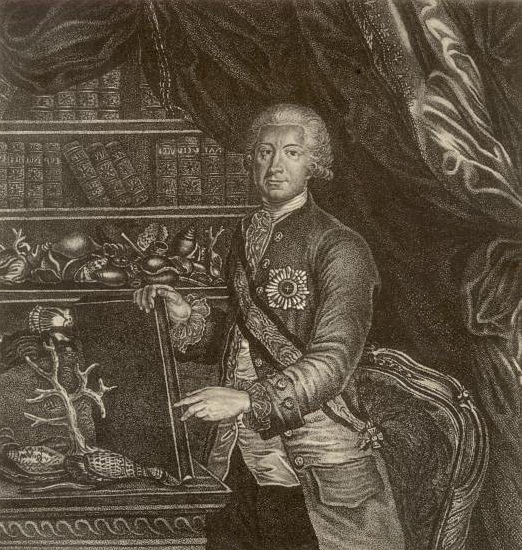
Pawel Grigorjewitsch Demidow (1739–1821)
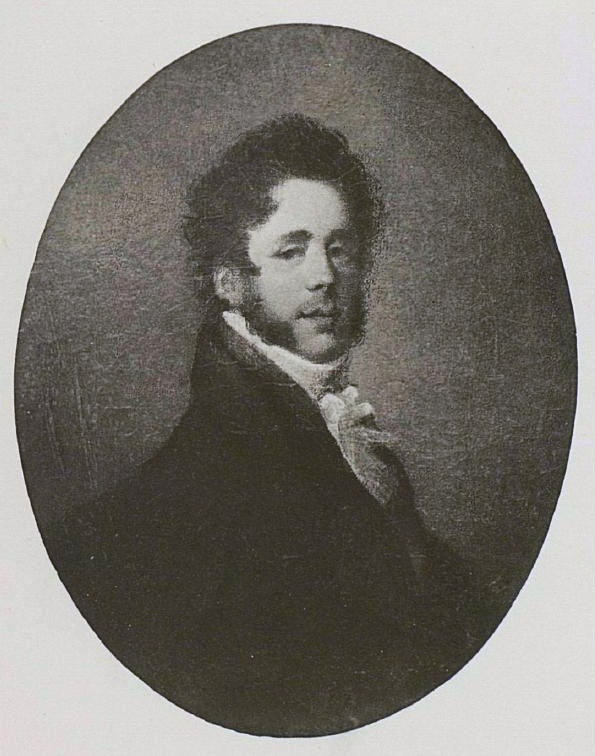
Grigori Aleksandrowitsch Demidow (1765–1827)
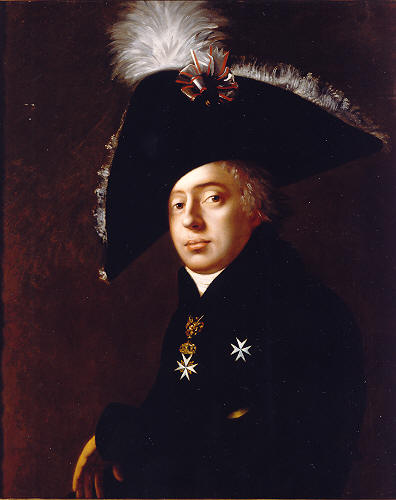
Nikolai Nikititsch Demidow (1773–1828)
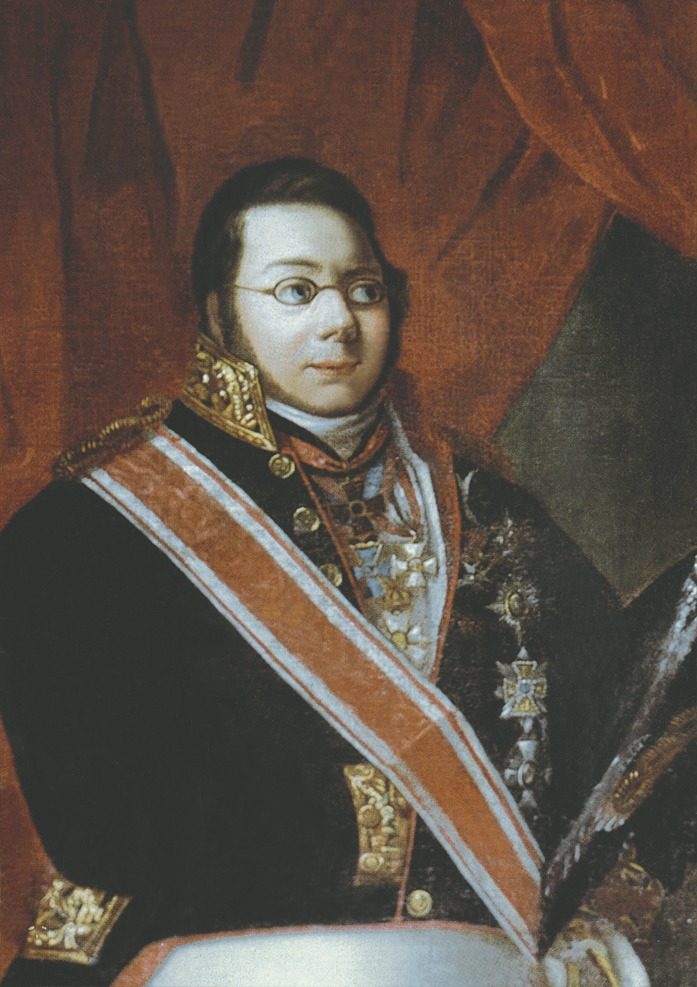
Pawel Nikolajewitsch Demidow (1798–1840)
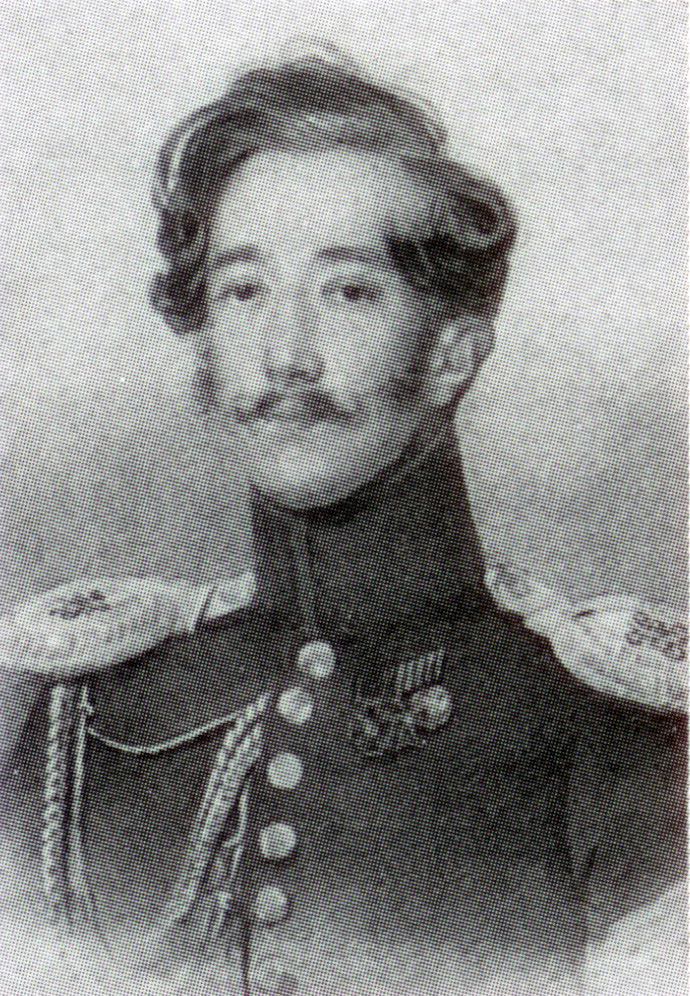
Pjotr Grigorjewitsch Demidow (1807–1862)
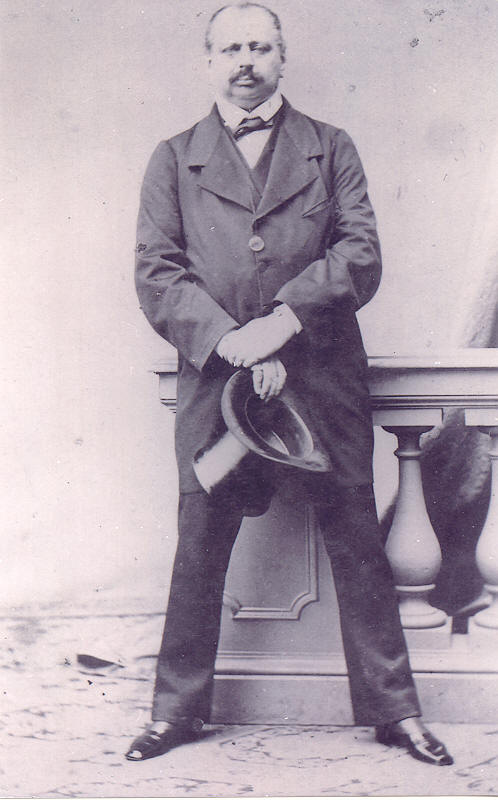
Anatole Demidoff di San Donato (1813–1870)
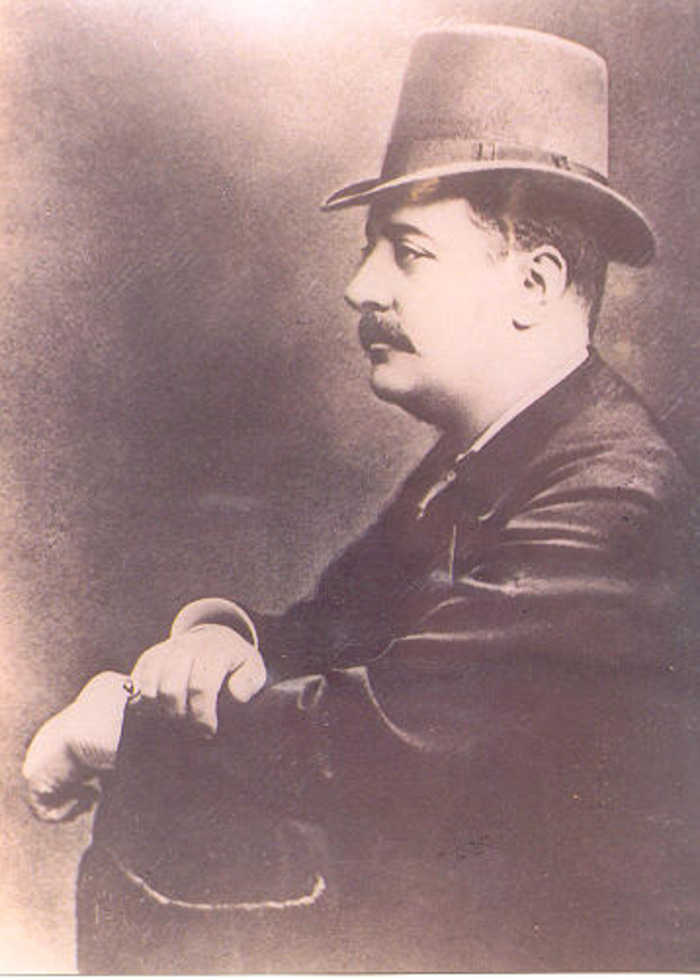
Paul Demidoff di San Donato (1839–1885)
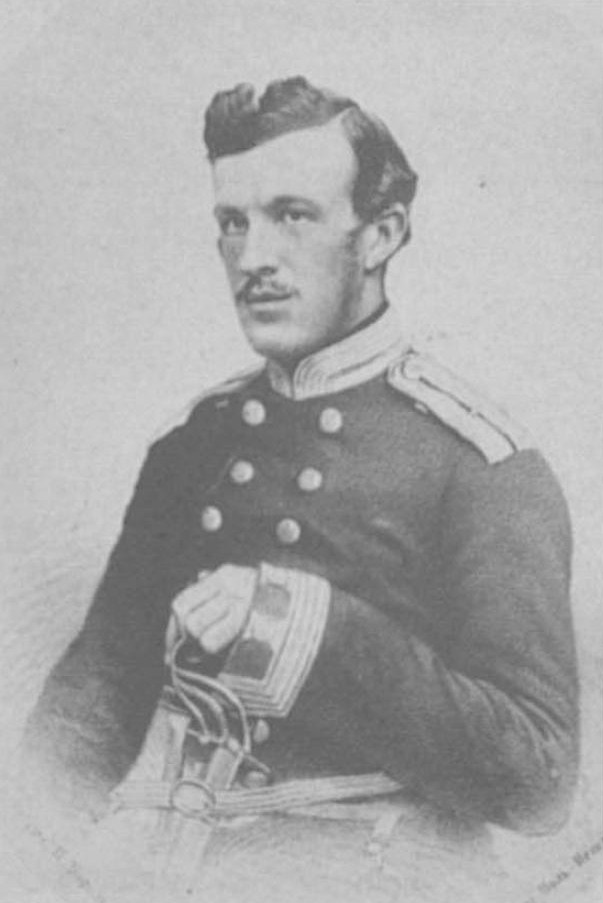
Nikolai Petrowitsch Lopuchin-Demidow (1836–1910)